# Виртуальная экономика России
Виртуальная экономика в контексте Российской Федерации — научный термин, означающий ряд широко распространённых неортодоксальных особенностей российской экономики переходного периода. Среди таких особенностей — неденежные расчёты по платежам, сопровождающиеся множественностью форм и инструментов платежа, и вытекающая из этого множественность цен; устойчивая задолженность (длительные задержки расчётов), неплатежи.
Первым практику российских мультиценовых и мультивалютных расчетов описал К. Бендукидзе. Серьёзную попытку анализа такого рода особенностей российской экономики предприняла Межведомственная балансовая комиссия, возглавляемая П. Карповым. Публикация доклада комиссии произвела «небольшую сенсацию» в конце 1997 г. Само понятие «виртуальная экономика» был введен в научный оборот зарубежными исследователями К. Гадди и Б. Икесом. Популяризация термина произошла благодаря публицистическим работам Ю. Латыниной.
Суть виртуальной экономики состоит в том, что номинально устанавливаемые, объявляемые и регистрируемые цены завышены, а реальные расчёты происходят по меньшим ценам. Вследствие этого, по сравнению с реальными оказываются завышены объявляемые объёмы производства, прибыли и ВВП.:24 По приблизительным расчётам Института экономического анализа, базирующихся на данных Госкомстата РФ, виртуальный ВВП за январь—июль 1998 г. составил в годовом исчислении 17 % легального ВВП:22 (легальный ВВП здесь выделен, так как в России теневой ВВП учитывается при подсчёте официального ВВП).